# Werner Mertes
Werner Josef Karl Mertes (* 21. November 1919 in Bövinghausen; † 6. April 1985 in Bonn) war ein deutscher Volkswirt und Politiker (FDP/DVP).

## Leben und Beruf
Nach dem Besuch der Volksschule, dem humanistischen Internat sowie dem Abitur 1940 am Gymnasium in Bad Ems wurde Mertes zur Wehrmacht eingezogen. Er nahm von 1940 bis 1945 als Soldat am Zweiten Weltkrieg teil, wurde an der Ostfront eingesetzt und 1942 zum Leutnant der Reserve ernannt. Im Kriegsverlauf erlitt er dreimal Verwundungen.
Als Werkstudent nahm Mertes 1946 ein Studium der Rechts-, Staats- und Wirtschaftswissenschaften an der TH Stuttgart auf, das er 1949 mit der Prüfung zum Diplom-Volkswirt beendete. Anschließend arbeitete er für kurze Zeit in Betrieben und beim DGB Württemberg-Baden. Ende 1949 wechselte er als Wirtschaftsredakteur zum Süddeutschen Rundfunk (SDR) und war dort bis 1971 Leiter des Wirtschaftsfunks. Er wurde 1971 zunächst Geschäftsführer der Fernleitungs-Betriebsgesellschaft und war seit 1975 Geschäftsführer der Industrieverwaltungsgesellschaft in Bonn-Bad Godesberg.

## Partei
Mertes trat 1953 in die FDP/DVP ein und wurde zum Vorsitzenden des Kreisverbandes Stuttgart gewählt. Außerdem war er Mitglied des FDP/DVP-Landesausschusses sowie des FDP-Bundesausschusses für Wirtschaft. Von 1972 bis 1977 war er Mitglied des Beirats der Friedrich-Naumann-Stiftung.

## Abgeordneter
Mertes war von 1961 bis 1976 Mitglied des Deutschen Bundestages. Er war stets über die Landesliste der FDP Baden-Württemberg ins Parlament eingezogen. Seit 1964 war er Parlamentarischer Geschäftsführer der FDP-Bundestagsfraktion. Von 1969 bis 1972 fungierte er als stellvertretender Vorsitzender des Bundestagsausschusses für Wahlprüfung, Immunität und Geschäftsordnung.

## Ehrungen
Mertes wurde das Große Verdienstkreuz mit Stern (1973) und Schulterband (1976) der Bundesrepublik Deutschland verliehen. Er wurde zum Ehrendoktor (Dr. h.c.) ernannt.